# مارك روبرتسون
مارك روبرتسون (بالإنجليزية: Mark Robertson)‏ (6 أبريل 1977 بسيدني في أستراليا - ) هو لاعب كرة قدم أسترالي في مركز الوسط. شارك مع منتخب أستراليا تحت 20 سنة لكرة القدم ومنتخب أستراليا الوطني لكرة القدم تحت 23 سنة ومنتخب أستراليا لكرة القدم. أما مع النوادي، فقد لعب مع سانت جونستون وستوكبورت كونتي وسويندون تاون وسيدني إف سي وماركوني ستاليونز ونادي برث غلوري ونادي بيرنلي ونادي دندي ونادي سيدني يونايتد 58 ووولونغونغ وFC Sopron ‏.

## وصلات خارجية
- مارك روبرتسون على موقع قاعدة بيانات كرة القدم.إي يو (الإنجليزية)
- مارك روبرتسون على موقع ناشيونال فوتبول تيمز (الإنجليزية)